# Museum van het communisme (Tsjechië)

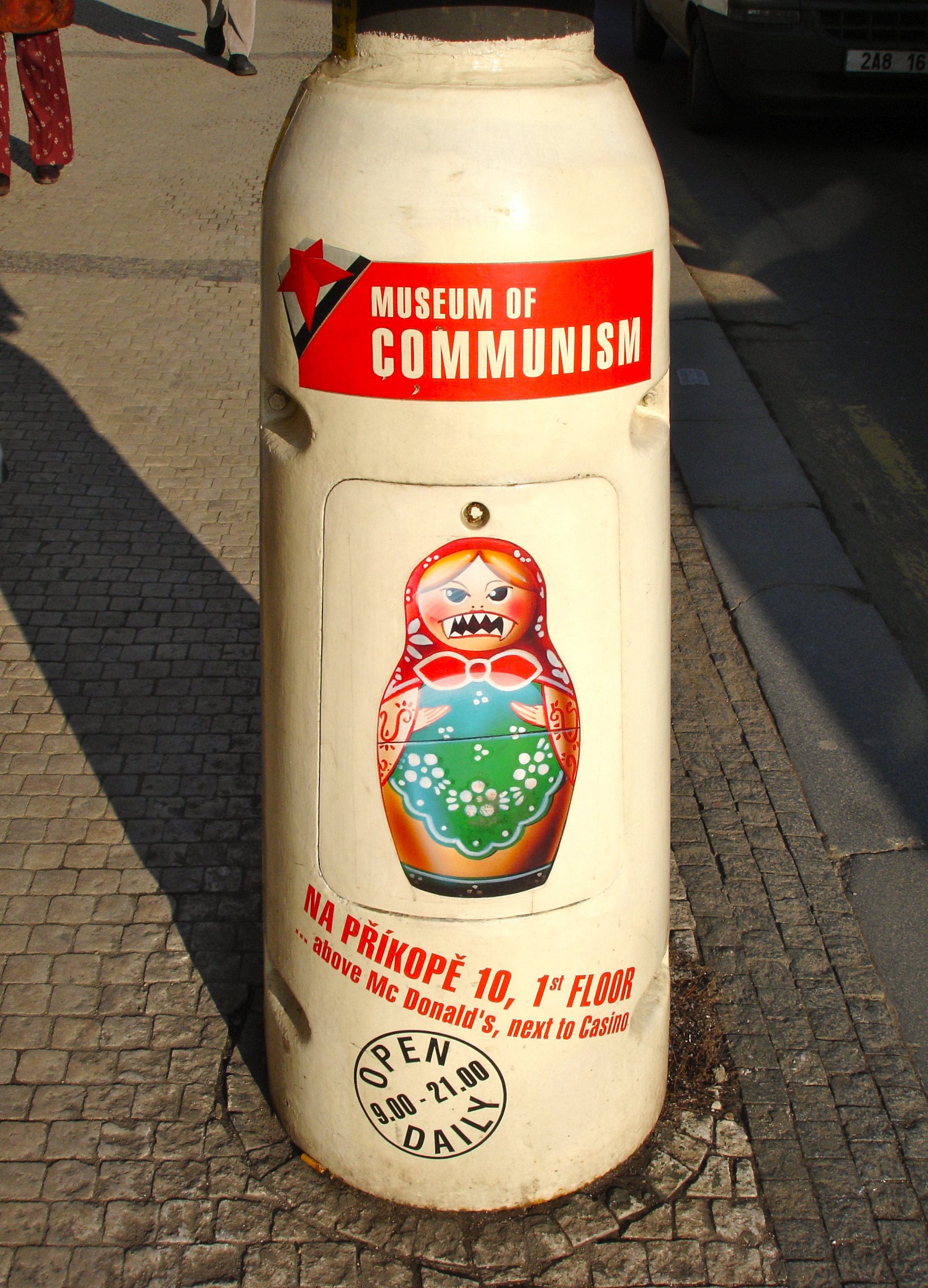
Reclame op een lantarenpaal voor het Praagse Museum van het Communisme, 2005

Het Museum van het communisme in de Centraal-Europese republiek Tsjechië (Tsjechisch: Muzeum komunismu) in Praag is een museum dat een beeld geeft van het communistische regime in het voormalige Tsjecho-Slowakije en specifieker in Praag. Ironisch genoeg bevindt het museum zich boven een McDonald's en net naast een casino, in de bekende oude straat Na Přikopé dicht bij het Wenceslausplein. Het museum, dat zijn deuren opende in 2001, biedt een indrukwekkend zicht op het leven achter het IJzeren Gordijn. Originele en echte artefacten, informatieve tekst en multimedia houden de herinneringen levendig van wat het museum een "Communistische droom, de realiteit en de nachtmerrie" noemt.